# Aechmea fernandae
Aechmea fernandae är en gräsväxtart som först beskrevs av Charles Jacques Édouard Morren, och fick sitt nu gällande namn av John Gilbert Baker. Aechmea fernandae ingår i släktet Aechmea och familjen Bromeliaceae. Inga underarter finns listade i Catalogue of Life.